# Доржелес, Ролан
Рола́н Доржеле́с (фр. Roland Dorgelès; настоящее имя Ролан Лекавеле (фр. Roland Lecavelé); 15 июня 1885, Амьен — 18 марта 1973, Париж) — французский журналист и писатель.

## Биография

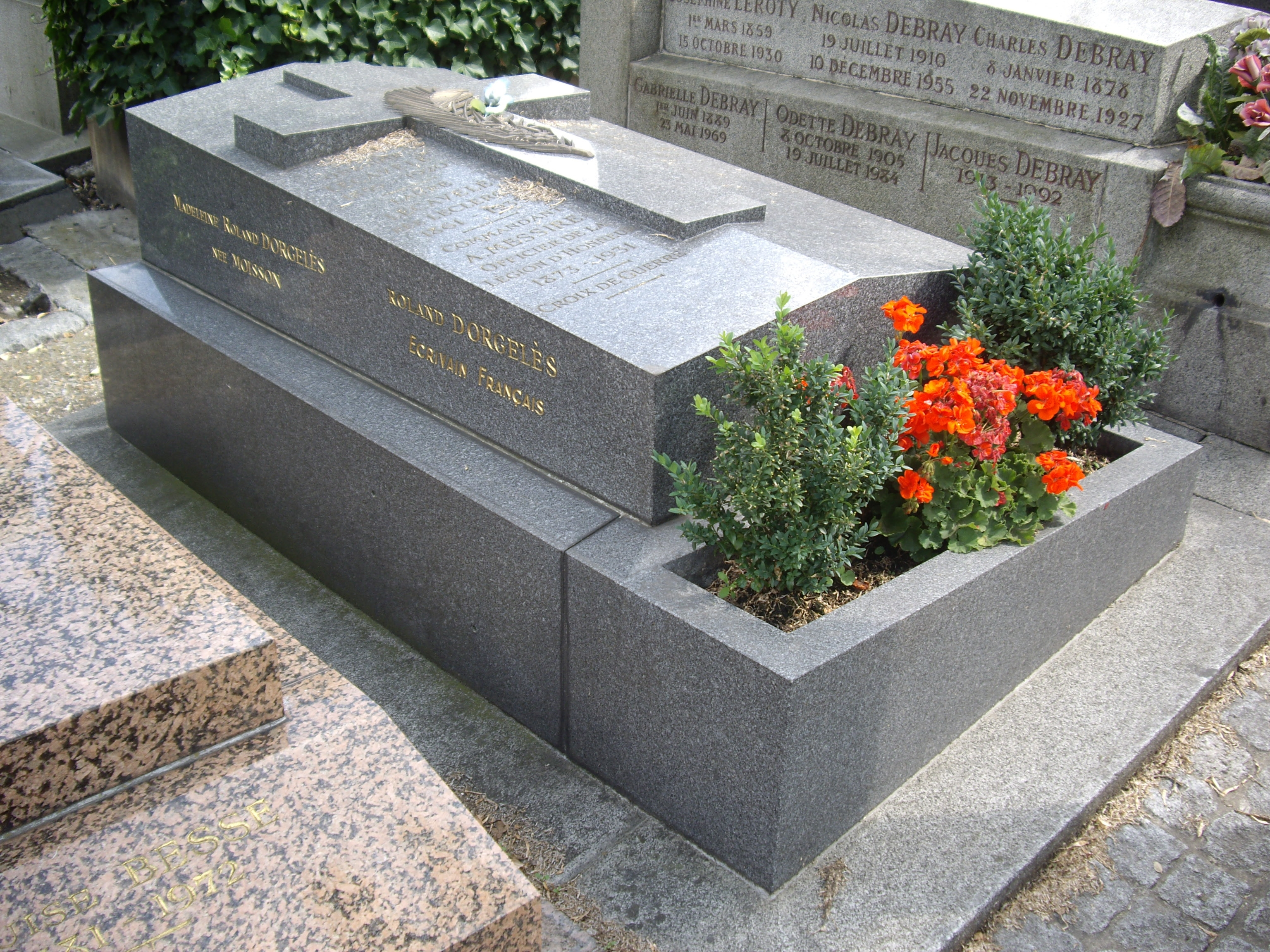
Могила.

Доржелес изучал архитектуру в страсбургской школе, вёл богемную жизнь на Монмартре. В 1910 году, вместе со своими друзьями из кабачка «Проворный кролик», организовал мистификацию, представив на парижском Салоне независимых картину «Заход солнца над Адриатикой» как работу молодого художника Иоахима-Рафаэля Боронали. На самом деле картина была написана с помощью хвоста осла Лоло.
Доржелес стал сотрудничать с журналами «Sourire», «Fantasio» и «Le Petit Journal».
21 августа 1914 года переведён в 74-й пехотный полк в Руане. Сражался в Аргонском лесу и на севере Реймса. Затем перешёл в 39-й пехотный полк. Участник Второй битвы при Ипре.
С 1917 года сотрудничал с газетой «Канар аншене», где познакомился с Анри Беро и Полем Вайяном-Кутюрье. В этой газете он опубликовал сатирический роман «Машина для прекращения войны», написанный совместно с Режисом Жинью. В 1917—1920 годах публиковал статьи в газете, некоторые из которых подписаны псевдонимом Ролан Катеньёй.
В 1919 году Доржелес опубликовал роман «Деревянные кресты», за который получил премию «Фемина».
В 1921 году стал членом жюри премии «La Renaissance». В 1923 году женился на художнице русского происхождения Хании Ручин. Совершил поездку в Индокитай, под впечатлением от которой написал сборник очерков «Дорога мандаринов» и роман «Ехать…». В 1929 году заменил Жоржа Куртелина в Гонкуровской академии.
В 1939 году стал военным корреспондентом периодического издания «Gringoire» и автором крылатого выражения «странная война», которым охарактеризовал текущую обстановку на фронте. В 1940 году бежал в Кассис. В 1941 прекратил сотрудничество с «Gringoire».
В 1954 году избран на должность президента Гонкуровской академии. В 1960 году после смерти первой жены женился на Мадлен Муасон. Умер 18 марта 1973 года в Париже.
Ролан Доржелес был президентом ассоциации «Les Écrivains Combattants», учредившей в 1995 году премию имени Ролана Доржелеса для профессионалов в сфере радио и телевидения.

## Публикации на русском языке
- Пробуждение мёртвых. М., «Книга», 1924
- Пробуждение мёртвых. Л., Государственное издательство, 1924
- Пробуждение мёртвых. [М.], «Мосполиограф», 1924
- Деревянные кресты. Л.-М., «Книга», 1925
- Дорога мандаринов. (Из жизни современного Индо-Китая). Л.-М., «Книга», 1926
- По дороге мандаринов. М.-Л., «Земля и Фабрика», 1926
- У племени Мойи. [Л.], «Сеятель» Е. В. Высоцкого, [1926]
- Машина для прекращения войны. Л., «Сеятель» Е. В. Высоцкого, [1926]
- Ехать… (Partir…). [Роман]. Л., «Сеятель» Е. В. Высоцкого, 1927 [1926]
- К далёким берегам. [Роман]. Л., «Прибой», [1927]
- Кресты. М., «Московский рабочий», [1928]
- Деревянные кресты. Рига, «Грамату драгусъ», 1930